# Верденски споразум
Верденски споразум закључен 843. године окончао је братоубилачки рат франачких владара и поделио Франачко царство на три независне краљевине. Сматра се да су се из тих краљевина касније развиле Немачка, Француска и Италија, због чега се Верденски споразум сматра једним од најзначајнијих догађаја (уз битку код Поатјеа 732. године) у западној Европи током раног средњег века.

## Претходни сукоб
Моћног Карла Великог на франачком престолу наследио је његов син Лудвиг Побожни. Он је 817. године дао делове државе на управу својим синовима, да би 823. године најстаријег сина Лотара, који је управљао деловима данашње Италије, прогласио за цара савладара. Преостала два принца (Пипин и Лудвиг) били су незадовољни чињеницом да су потчињени старијем брату због чега отпочињу рат против цара. Ратна срећа послужила је младе царевиће и они су потукли Лудвига Побожног 830. и 833. године. Цар је након тога пристао на другачију поделу земаља и на то да се врховна власт не простире над свим земљама. Током сукоба Лудвиг је добио још једног сина (Карла) који је добио засебне поседе новом поделом државе. Незадовољан развојем ситуације Лотар је устао против цара и приморао га да се повуче са власти, додуше врло кратко. Иако је Лудвиг поново био на престолу, сукоби између присталица јединства и оних који су заговарали поделу власти и царства нису престали.

## Поновни сукоб
Након смрти Лудвига Побожног 840. године сукоби се распламсавају и међу његовим синовима избија рат око наследства. Лотар, који је наследио оца, је покушао да наметне своју власт браћи који су желели власт за себе. У земљама Лудвига I избила је буна Стелинга (саксонских сељака) које је Лотар подржао, али га Лудвиг и поред тога побеђује у бици код Фонтноа. Карло и Лудвиг склапају 842. године савез против Лотара у Стразбуру (Заклетве из Стразбура) након чега је војна надмоћ на њиховој страни. Овакав развој ситуације приморава Лотара на обустављање ратних дејстава, након чега су се браћа измирила и у Вердену поделила државу на три дела.

## Верденски споразум
1. Лудвиг II Немачки добија земље источно од Рајне.
2. Карло Ћелави добија земље западно од река Рајне и Роне.
3. Лотар I добија север данашње Италије и уски појас земаља између Роне и Рајне (Лотарингија) од Северног мора до Средоземља.

Лотар је задржао звање цара, али је сваки од браће постао суверени владар своје државе, чиме је Франачка (као целина) престала да постоји.

## Последице споразума
Подела Франачке није имала толики значај у то доба, колики ће добити касније. Лудвиг I ће у својој држави окупити немачка племена и покренути германску инвазију на Словене, који су живели на другој обали Лабе, коју ће зауставити тек новгородски кнез Александар на Чудском језеру 1242. године. Лудвигова држава је у то доба била позната као Источна Франачка, а назив Немачка за његову државу настаје тек касније због чега он одлази у историју као Лудвиг I Немачки. Као што се Лудвиг окренуо истоку тако су се и Лотар и Карло окренули северу односно западу које су почели да угрожавају Нормани, нови ратоборни народ који ће својим освајачким походима променити лице северног дела западне Европе.